# Monte Cristo (Unternehmen)
Die Monte Cristo Multimedia SA war ein international tätiger französischer Produzent von Computerspielen.

## Geschichte
Das Unternehmen wurde 1995 durch Jean-Marc de Fety und Jean-Cristophe Marquis in Paris gegründet, mit dem Ziel, realitätsnahe Lern- und Trainingsanwendungen zum Thema Wirtschaft und Börse für den PC zu entwickeln. Das Unternehmen produzierte 1996 für die Europäische Kommission einen virtuellen Börsenplatz auf CD-ROM, mit dessen Hilfe die EU-Minister den Austausch Europäischer Währungen simulieren konnten. Das Produkt wurde kurze Zeit später mit verschiedenen Ausbildungs-Tools erweitert und zu Ausbildungszwecken in Europa an Universitäten und Businessschulen verkauft.
Auf das erste Ausbildungsprogramm folgte Wall Street Trader, das für seine exakte Simulation der internationalen Börsengegebenheiten u. a. von der Europäischen Kommission als „beste Lernsoftware“ ausgezeichnet wurde und eines der erfolgreichsten Spiele dieses Genres ist. Als Nächstes entwickelte das Unternehmen „Start Up 2000“, bei dem die Spieler realitätsnah ihr eigenes Unternehmen gründen und führen können.
In der Folge entwickelte sich Monte Cristo Multimedia mit mehr als 30 Spielen zu einem der führenden Anbieter von Management- und Strategiespielen. Neben seinem Sitz in Paris verfügte das Unternehmen seit 2005 auch über eine Niederlassung in Kiew.
Am 25. Mai 2010 gab Monte Cristo in diversen Spielerforen seine Auflösung wegen finanzieller Schwierigkeiten bekannt. Das damalige Projekt „Cities XL 2011“ wurden an den Publisher Focus Home Interactive Lizenznehmer verkauft. „Cities XL 2011“ ist am 14. Oktober 2010 erschienen.

## Entwickelte Spiele (Auswahl)
- Airline Tycoon
- Trader 97
- Wall Street Trader
- Economic War
- Crazy Factory
- Fire Department
- Dino Island
- 7 Sins
- D-DAY 1944
- Casino Tycoon
- City Life
- Silverfall
- Startup 2000
- TV Star
- KAZooK
- 1944 – Winterschlacht in den Ardennen
- The Partners
- Medieval Lords
- Cities XL
- Afrika Korps vs. Desert Rats